# Réquiem (Fauré)
Réquiem en re menor, Op. 48 por Gabriel Fauré, es una de las más populares misas de réquiem. Fue escrita entre 1886 y 1888, e interpretada por primera vez en la Iglesia de la Madeleine de París a comienzos de 1888 en Misas fúnebres, y, en mayo de ese año, ya como concierto. Considerada como una de las más hermosas misas de réquiem, es interpretada habitualmente por coro y orquesta.

## Estructura
La pieza consta de siete partes, su duración sobrepasa la media hora y el texto es en latín:
- I. Introit et Kyrie
- II. Offertoire
- III. Sanctus
- IV. Pie Jesu
- V. Agnus Dei et Lux Aeterna
- VI. Libera Me
- VII. In Paradisum

Notablemente innovadora, al escribirla, Fauré ajustó el tradicional orden litúrgico omitiendo la secuencia ("Dies irae") y añadiendo el responsorio "In Paradisum", procedente del oficio de difuntos; desaparece, pues, el apocalíptico horror de la ira de Dios, y hay por el contrario una serena y definitiva visión confortable del cielo.
Hay tres arreglos; el primero es el original y el más corto, diseñado para coro, órgano, violines, timbales y arpa. En el segundo, diseñado en 1893, Fauré añadió un barítono al sexto movimiento, así como trompetas, trompas y fagotes. En el tercer arreglo (que parece haber sido diseñada por uno de sus alumnos) se añaden más instrumentos de viento, metales y cuerdas, y es el más habitualmente interpretado.
Especialmente emotivos son el Introit et Kyrie, la poderosa aria del barítono del Offertoire: "Hostias et preces tibi", el Sanctus y el prístino solo de la soprano, "Pie Jesu". Para muchos amantes de la música, Fauré se identifica casi exclusivamente con esta obra, que se ha convertido para muchos en la quintaesencia del género romántico.

## Contexto
Fauré escribió sobre su réquiem: «Se ha dicho que mi réquiem no expresa el miedo a la muerte y ha habido quien lo ha llamado "un arrullo de la muerte". Pues bien, es que así es como veo yo la muerte: como una feliz liberación, una aspiración a una felicidad superior, antes que una penosa experiencia. La música de Gounod ha sido criticada por sus sobreinclinación hacia la ternura humana. Pero su naturaleza le predispone a sentirlo de esa manera: la emoción religiosa toma esta forma dentro de sí. ¿No es necesario aceptar la naturaleza del artista? En cuanto a mi Réquiem, quizás también he querido yo escapar del pensamiento más habitual, ¡después de tantos años acompañando al órgano servicios fúnebres! Me lo sé todo de memoria. Yo quise escribir algo diferente».
Determinados disgustos personales pudieron influir en la composición —el inicio de su composición se produjo tras la muerte de su padre y, antes de terminarla, su madre también murió—. El Réquiem puede ser visto así como una expresión de la tragedia personal de Fauré escrita tras la muerte de sus padres. No obstante, se suele indicar que Fauré dijo que su Réquiem fue compuesto «por la alegría por ello», aunque pudiera no haber sido sincero al decirlo.[cita requerida].
El Réquiem es también reconocido como una fuente de inspiración para el Réquiem de Maurice Duruflé. 
La obra de Fauré fue interpretada en 1924 en su propio funeral.